# Avenida Padre Hurtado
La avenida Padre Hurtado es una importante arteria vial del oriente de la ciudad de Santiago de Chile. Cruza barrios residenciales y con comercio menor, en las comunas de Vitacura, Las Condes y La Reina. Se encuentra sectorizada, ya que desde Avenida Monseñor Escrivá de Balaguer hasta Avenida Las Condes, recibe el nombre de Padre Hurtado Norte, de este punto hasta la Plaza Los Dominicos, recibe el nombre de Padre Hurtado Central, y desde la Plaza Los Dominicos hasta Avenida Príncipe de Gales recibe el nombre de Padre Hurtado Sur.

## Trayecto
Nace en Avenida Monseñor Escrivá de Balaguer en frente del río Mapocho, en la comuna de Vitacura y continúa su trazado hacia el sur, pasando por el Campus Judío de Vitacura, donde posteriormente se encuentra con las avenidas Vitacura y Presidente Kennedy, límite comunal con Las Condes, y donde se ubica el primero de cuatro centros comerciales que se encuentran en la vía, el Mall Alto Las Condes. Continúa para encontrarse con avenida Las Condes y finaliza el tramo norte en el Parque Los Dominicos, donde interseca con las avenidas Camino del Alba, Apoquindo y General Blanche, recibiendo el nombre de Patagonia en este tramo. Hacia el sur se encuentra la población Colón, específicamente entre las calles Río Guadiana y la avenida Cristóbal Colón, en la esquina norponiente de esta última interseccón se encuentra el Mallplaza Los Dominicos, y la Casona de Santa Rosa de Apoquindo en la surponiente. Cruza la avenida Alejandro Fleming donde se encuentra el Strip Center Punto Vivo y luego el Mall Portal La Reina en la intersección con avenida Francisco Bilbao. En este lugar también se encuentran el Parque Padre Hurtado, la Ciudad Deportiva Iván Zamorano y comienza el límite comunal de Las Condes con La Reina. Cruza el estero de Ramón a la altura de la calle Valenzuela Puelma. Finaliza su trayecto en avenida Príncipe de Gales donde se encuentra el centro comercial Espacio Urbano La Reina.
Junto a la avenida corre el Canal Las Perdices, que debido a una serie de problemas que se podían producir fue entubado en los años ochenta en gran parte de su tramo, y recorre subterráneo gran parte de la avenida, sin embargo en el sector entre avenida Francisco Bilbao y calle Valenzuela Puelma, corre en superficie, sirviendo de límite comunal entre Las Condes y La Reina, por la ribera de esta última, la más cercana a la calzada, posee una ciclovía y fue sometida a un proceso de ornamentación, mientras que por el lado de Las Condes, no se ha producido ningún proceso de ornamentación.
Respecto al ancho de la calzada, es irregular, ya que en ciertos sectores posee seis pistas, en otros cuatro y en ciertos sectores, como el tramo entre Valenzuela Puelma y 23 de Febrero en La Reina, posee solo dos. Situación que se repite en muchas avenidas de Santiago de Chile. A pesar de esto, en la comuna de Las Condes se caracteriza por poseer amplias aceras incluso con una calle lateral de uso residencial y peatonal hecha en gran parte de adoquines, entre avenida Alejandro Fleming y Nueva Bilbao.
Esta calle fue nombrada en honor al Padre Alberto Hurtado, sacerdote jesuita que fue santificado en 2006 por el Papa Benedicto XVI. En 1995 se instaló en su intersección con Avenida Presidente Kennedy una obra en hormigón dedicada a su figura y diseñada por la escultura Francisca Cerda.

## Transporte
Es una importante vía de transporte para el oriente de la ciudad y para la Red Metropolitana de Movilidad. En su trayecto circulan los recorridos 225, 414e, 435, 546e, C03, C03c, C09, C16, D08, D08c y D11. 
En la intersección con avenida Apoquindo se encuentra la estación Los Dominicos, terminal oriente de la Línea 1 del Metro de Santiago. Para 2028 está programada la inauguración de una nueva estación que tiene como nombre tentativo Padre Hurtado de la Línea 7, la que estará ubicada en la intersección de esta avenida con Kennedy.

## Curiosidades
- El Túnel de Maniobras de la Línea 1 del Metro de Santiago hace su desplazamiento hacia la misma Av. Padre Hurtado Sur, dando alternativa para alguna extensión de la Línea 1 hacia el sur por esta avenida e "impidiendo" una continuación hacia el oriente.

- La Maratón de Santiago recorre Avenida Padre Hurtado entre la Avenida Francisco Bilbao y la Calle Alonso de Camargo en Las Condes.